# Code 39

"Wikipedia" in Code 39

Code 39 (o Code 3 of 9) è un codice a barre che permette di rappresentare 43 caratteri, ovvero le lettere maiuscole (26 lettere da A a Z), i caratteri numerici (da 0 a 9) e alcuni caratteri speciali (-, ., $, /, +, %, e lo spazio) e un carattere speciale ( '*' ) usato come delimitatore di inizio e fine. Ogni carattere è costituito da 9 elementi: 5 barre e 4 spazi. Il nome trae origine dal fatto che ciascun carattere è composto da 9 barre verticali di cui 3 sono larghe (simbolo binario 1) mentre le restanti 6 sono strette (simbolo binario 0).

Tabella dei caratteri